# Thoard
Thoard ist eine französische Gemeinde mit 741 Einwohnern (Stand 1. Januar 2022) im Département Alpes-de-Haute-Provence in der Region Provence-Alpes-Côte d’Azur. Sie gehört zum Arrondissement Digne-les-Bains und zum Kanton Digne-les-Bains-1. Die Bewohner nennen sich Thoardais.

## Geographie
Thoard liegt im Tal des Flusses Duyes. Die angrenzenden Gemeinden sind
- Le Castellard-Mélan und Hautes-Duyes im Norden,
- La Robine-sur-Galabre im Nordosten,
- Digne-les-Bains im Osten,
- Champtercier und Barras im Süden,
- Volonne im Südwesten,
- Sourribes im Westen,
- Entrepierres im Nordwesten.

## Bevölkerungsentwicklung
| Jahr      | 1962 | 1968 | 1975 | 1982 | 1990 | 1999 | 2004 | 2009 | 2012 |
| --------- | ---- | ---- | ---- | ---- | ---- | ---- | ---- | ---- | ---- |
| Einwohner | 314  | 395  | 423  | 487  | 564  | 646  | 703  | 734  | 732  |

## Sehenswürdigkeiten
- Kirche Notre-Dame de Bethléem, Monument historique

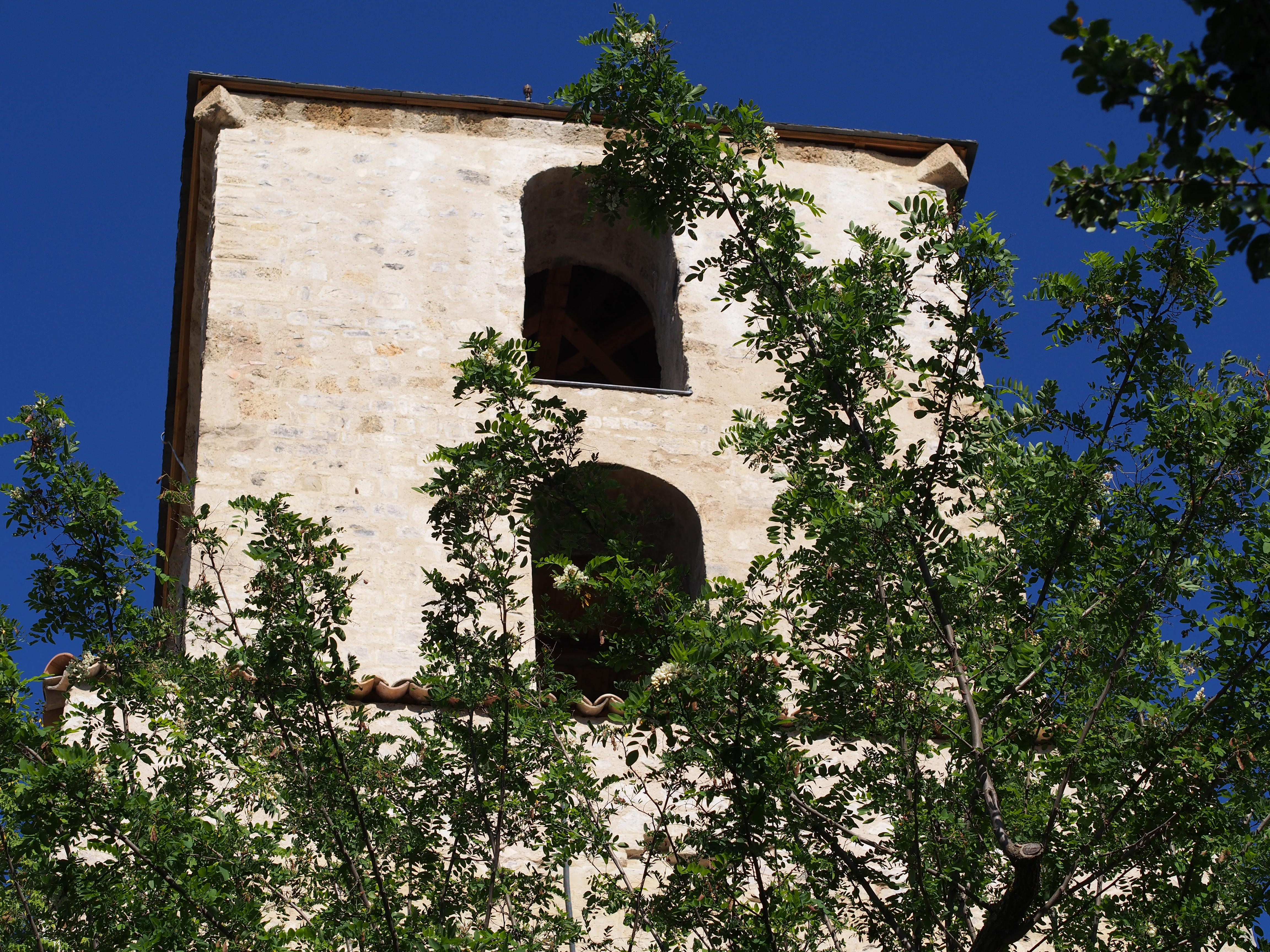
Turm der Kirche Notre-Dame-de-Bethléem